# Callopora minuscula
Callopora minuscula är en mossdjursart som först beskrevs av Walter Douglas Hincks 1882.  Callopora minuscula ingår i släktet Callopora och familjen Calloporidae. Inga underarter finns listade i Catalogue of Life.